# Alegria Breve
Alegria Breve é um livro de Vergílio Ferreira, com prefácio de Robert Brêchon.
Publicado em 1965, Alegria Breve gira ao redor dum entrecho que é mais sugerido que narrado: numa aldeia de montanha, em Portugal, durante uma guerra não identificada, o professor Jaime Faria enfrenta a crise de seu destino, a solidão cósmica que o acomete e a todos, ao mesmo tempo que vê a pequena localidade ser abandonada pouco a pouco por seus habitantes. Até que restaram ele e a mulher, e esta acaba perecendo.

## Personagens
- Jaime Faria - herói do romance